# Henny van Andel-Schipper
Hendrikje (Henny) van Andel-Schipper (Kloosterveen (Smilde), 29 juni 1890 – Hoogeveen, 30 augustus 2005) was een Nederlandse supereeuwelinge en sinds 26 september 2003 recordhoudster als oudste erkende Nederlander aller tijden. Gebaseerd op de toenmalige gekende gegevens werd ze van 29 mei 2004 tot haar overlijden erkend als de oudste levende persoon ter wereld.

## Oudste levende persoon in Nederland
Vanaf het overlijden van de 113-jarige Catharina van Dam-Groeneveld op 16 februari 2001 tot aan haar eigen overlijden was Van Andel de oudste levende persoon in Nederland. Zij heeft deze titel 4 jaar en 195 dagen gedragen. Ze werd als oudste levende mens in Nederland opgevolgd door de toen ruim 110 1/2-jarige Alexandrina van Donkelaar-Vink.

## Oudste Nederlander aller tijden
Sinds 26 september 2003 was Van Andel (voor zover bekend) de oudste Nederlander aller tijden. Dit record nam zij over van Catharina van Dam-Groeneveld, die op 16 februari 2001 overleden was op de leeftijd van 113 jaar en 88 dagen. Bij haar eigen overlijden had Van Andel het record inmiddels gebracht op 115 jaar en 62 dagen. Dat is anno 2021 nog steeds het officiële Nederlandse record. In de laatste jaren van haar leven was Van Andel tevens de enige Nederlandse die vanaf de invoering van de AOW deze uitkering had ontvangen. Ze was tevens de laatste levende Nederlander die nog geboren was tijdens de regeringsperiode van Koning Willem III en tot 19 juli 2019 de enige Nederlander die 114 jaar of ouder werd. Toen heeft Geertje Kuijntjes deze leeftijd ook bereikt, maar stierf toch eerder dan de recordhoudster.

## Oudste levende mens
Na het overlijden van de ruim 114 1/2-jarige Puerto Ricaanse Ramona Trinidad Iglesias-Jordan op 29 mei 2004 werd Van Andel, exact één maand vóór haar 114e verjaardag, de oudste officieel erkende levende mens ter wereld. Zij was hiermee de derde Nederlander ooit die de titel 'oudste mens ter wereld' mocht dragen, na de 110-jarigen Geert Adriaans Boomgaard en Christina Karnebeek-Backs.
Op 29 juni 2004 vierde Van Andel haar 114e verjaardag. Onder meer internationaal persbureau Reuters en medewerkers van een Japans tv-programma over ouderdom waren aanwezig. Ook haar neef Ramon Schipper was vanuit Spanje gekomen voor haar verjaardag. Van Andel had echter geen geheim over haar hoge leeftijd te vertellen; toen een verslaggever van Reuters Van Andel vroeg wat haar geheim zou zijn, antwoordde ze simpelweg: Ademen. Wel zei ze in een interview met CNN dat ze elke dag een rauwe haring en sinaasappelsap nam.
Op 29 juni 2005 vierde Van Andel haar 115e verjaardag. Ze kreeg toen bezoek van onder anderen prinses Laurentien, de burgemeester van Hoogeveen en een delegatie van Ajax. De prinses kwam haar namens de koningin feliciteren. De gemeente vroeg iedereen in Hoogeveen de vlag uit te hangen.
Na haar overlijden twee maanden later werd Van Andel als oudste levende mens ter wereld opgevolgd door de Amerikaanse Elizabeth Bolden.
Op 9 december 2005 werd postuum haar status als vorige oudste levende mens ter wereld ingetrokken, alsmede die van de op dat moment nog steeds in leven zijnde Elizabeth Bolden, toen de 116-jarige María Esther de Capovilla uit Ecuador, geboren op 14 september 1889, erkend werd als oudste levende mens. Laatstgenoemde zou op 27 augustus 2006, minder dan drie weken vóór haar 117e verjaardag, overlijden.

## Levensloop

### Jonge jaren
Hendrikje Schipper werd geboren in Kloosterveen. Omdat ze veel te vroeg geboren werd en daardoor veel te licht was (drie pond en een ons bij de geboorte), werd er aanvankelijk voor haar leven gevreesd. Dankzij de zorg van haar grootmoeder, die haar vier weken lang dag en nacht verzorgde, overleefde ze deze periode. Ook tijdens haar jeugd was haar gezondheid broos. Op haar eerste schooldag op vijfjarige leeftijd werd ze meteen ziek, waarna ze op doktersadvies van school werd gehaald. Van haar vader, die hoofd was van de Openbare Lagere School in Bovensmilde, leerde ze thuis lezen en schrijven. Vanaf haar achttiende jaar werd ze handwerkjuffrouw op diezelfde school.
Schipper woonde tot haar 47e jaar bij haar ouders (Marines Schipper en Eberta Rensiena Venekamp) thuis; eerst in Smilde en later in Den Haag. Op haar 46e leerde ze Dick van Andel kennen, een gescheiden man die werkzaam was op het belastingkantoor van Amsterdam. Op haar 47e verliet zij het ouderlijk huis en verhuisde zij naar Amsterdam. Twee jaar later trouwde ze daar met Van Andel. Het echtpaar kreeg geen kinderen.
Tijdens de Tweede Wereldoorlog verhuisde ze met haar man naar Hoogeveen om de ellende in Amsterdam te ontvluchten. Sinds die tijd heeft ze altijd in Hoogeveen gewoond. In 1959 overleed haar echtgenoot daar aan slokdarmkanker.
Tot haar 105e jaar woonde Van Andel zelfstandig. Vanaf mei 1996 tot haar dood woonde ze in verzorgingshuis 'De Westerkim'. Ze was nog altijd goed bij de pinken en gevat, alleen gingen haar gehoor en gezichtsvermogen de laatste jaren achteruit. Ook werd ze steeds slechter ter been. Hierdoor kon ze overdag niet veel meer doen; op het laatst zat ze dan ook in een gemotoriseerde rolstoel.

### Overlijden
Tijdens haar 115e verjaardag was de gezondheid van Van Andel duidelijk hard achteruit gegaan: ze kon amper haar ogen openhouden en viel zelfs soms even weg. Op de avond van 29 augustus 2005 maakte De Westerkim aan Gert Holstege bekend dat het niet goed ging met Hendrikje. Enkele uren later, op 30 augustus 2005 om 02.20 uur, overleed Hendrikje van Andel-Schipper. Ze was op dat moment 115 jaar en twee maanden oud. Volgens directeur Beijering van het verzorgingshuis De Westerkim, waar ze woonde, is ze rustig ingeslapen. Een verpleegkundige was bij haar. De laatste week waren haar krachten steeds verder afgenomen: ze kon de laatste tien dagen van haar leven alleen nog maar liggen. Haar lichaam was op, aldus de directeur. Ze had hem kort daarvoor nog verteld dat ze het heel fijn had gevonden de oudste mens ter wereld te zijn geweest, en dat ze terugkeek op een erg mooi leven.

#### Onderzoek lichaam
Van Andel had haar lichaam ter beschikking gesteld aan de medische wetenschap (wat ze 30 jaar ervoor al had aangekondigd). Een uur na haar overlijden werd het reeds overgebracht naar de Rijksuniversiteit Groningen. Om bloedstolling te voorkomen werd het bloed uit haar lichaam vervangen door een speciale conservatie-vloeistof. In de maanden daarna werden voor dit onderzoek de organen uit het lichaam gehaald. Wetenschappers hoopten hiermee aan te tonen dat haar hersenen geen sporen van Alzheimer of Parkinson bevatten. Hiermee zou voor het eerst kunnen worden vastgesteld dat dit echte ziekten zijn, en dus geen ouderdomsverschijnselen.
Op 2 september 2005 werd door wetenschappers van de Rijksuniversiteit Groningen bekendgemaakt dat Van Andel niet was overleden aan ouderdomsverschijnselen, maar aan maagkanker. In haar maag werd namelijk een tumor aangetroffen die zo groot was dat ze zelfs bij vroegtijdige ontdekking sowieso daaraan gestorven zou zijn (de tumor was ongeveer even groot als de vuist van een kind). Hij zou zelfs dodelijk zijn geweest voor een kind of (jong)volwassene. Bekendmaking van deze gegevens leidde toen tot enige commotie gezien de privacygevoelige informatie. Holstege leidde het onderzoek.
Laatstgenoemde deed nog meer onderzoek en kwam tot een aantal opmerkelijke bevindingen. Deze werden in januari 2007 gepubliceerd. Zo werd geconstateerd dat Van Andel nog een brein had dat overeenkwam met dat van een 60- tot 70-jarige. Deze bevinding was al eerder opgemerkt: in 2003, toen Van Andel 113 jaar was, werd na een geheugentest duidelijk dat ze nog het verstand had van iemand van diezelfde leeftijdscategorie. Ze had nauwelijks aderverkalking en de bloedvaten in haar hersenen waren niet beschadigd. Tot dusver werd verondersteld dat de conditie van de hersenen met de jaren achteruitgaat. Dat blijkt dus slechts beperkt het geval.
De bekendmaking van het onderzoek door Holstege leidde tot wrijving met het UMCG. Volgens het UMCG had Holstege met deze uitlatingen de privacy van Van Andel geschonden. Volgens Holstege had Van Andel nochtans zelf tijdens haar leven toestemming gegeven voor autopsie-onderzoek en was daar nooit een geheim van gemaakt.
Op 15 oktober 2011 werd bekendgemaakt dat uit DNA-onderzoek was gebleken dat Van Andel-Schipper zeldzame veranderingen in haar DNA had die haar mogelijk hebben beschermd tegen onder andere dementie en andere ouderdomsziekten.
Indien Van Andel niet was gestorven aan de gevolgen van de dodelijke tumor in haar maag, had ze onmogelijk nog (veel) ouder kunnen worden; in april 2014 werd namelijk bekendgemaakt dat Van Andel nog maar twee actieve bloedstamcellen in haar lichaam had, terwijl er normaal gesproken zo'n duizend tot dertienduizend bloedstamcellen actief horen te zijn. Bij het onderzoek werd duidelijk dat haar telomeren (de uiteinden van chromosomen die na elke celdeling korter worden) opvallend kort waren. Haar oorspronkelijke bloedcellen zouden door de korte telomeren zijn gestorven.

## Trivia
- Van Andels ouders werden ook oud: haar vader werd 78 en haar moeder 99.
- Ook haar achterneef Roelof Westebring (1899-2005) bereikte een zeer hoge leeftijd: 106 jaar en 120 dagen.
- Van Andel was een groot fan van voetbalvereniging Ajax sinds ze in 1918 een wedstrijd van hen (tegen 't Gooi) bezocht. Elke zondag van het voetbalseizoen luisterde ze naar het radioprogramma Langs de Lijn om op de hoogte te blijven van hun prestaties. Elk jaar met haar verjaardag ontving ze ook een bloemetje van de Ajax-selectie.[1]
- Van Andel was ook erg Oranjegezind. Als kind vierde ze op 6 september 1898 de inhuldiging van koningin Wilhelmina, een dag die ze zich tot haar dood kon herinneren. In 2002 bracht ze nog zelf een bezoek aan koningin Beatrix in paleis Huis ten Bosch omdat het bezoek van de koningin aan Hoogeveen op Koninginnedag 2001 op het laatste moment afgelast werd vanwege de MKZ-crisis. Later dat jaar bezocht de koningin alsnog Hoogeveen, waarbij Van Andel haar andermaal ontmoette.